# 基枝鸦葱
基枝鸦葱（学名：Scorzonera pubescens）为菊科鸦葱属下的一个种。

## 扩展阅读
- 維基物種上的相關：基枝鸦葱